# Makanawiczy (przystanek kolejowy)
Makanawiczy (biał. Маканавічы, ros. Макановичи) – przystanek kolejowy w miejscowości Makanawiczy, w rejonie rzeczyckim, w obwodzie homelskim, na Białorusi. Leży na linii Wasilewicze - Chojniki.